# Helmichsteine
De Helmichsteine (ook wel Hellmichsteine of Gevasteine genoemd) is een hunebed dat is gelegen in Rulle, gemeente Wallenhorst (Landkreis Osnabrück) in Nedersaksen. Het monument wordt toegeschreven aan de Trechterbekercultuur en werd opgericht tussen 3500 en 2800 v.Chr. 

## Algemeen
De Helmichsteine liggen ten oosten van het centrum van Rulle, aan de rand van het woongebied Ruller Esch. Het megalitisch bouwwerk ligt ten zuiden van de straat  Im Esch en zuidoostelijk van het stadsdeel Icker (Belm). 

## Naamgeving
De naam is afgeleid van de voormalige eigenaar van het land, Helmich zu Rulle.
Een sage uit het Osnabrücker Land brengt het bouwwerk in verband met Geva, de vrouw van Widukind (Wittekind). Geva zou hier begraven zijn. Het bouwwerk is, als het van 2700 v.C. zou dateren,  ongeveer 3500 jaar voor haar dood gebouwd. In Rulle ligt de Wittekindsburg, een vesting (ringwal) uit de vroege middeleeuwen. De Wittekindsburg ligt ongeveer een kilometer ten zuidoosten van de Helmichsteine. Dit bouwwerk stamt wel uit de tijd van de Saksenoorlogen. 

## Kenmerken
De Helmichsteine waren oorspronkelijk met een dekheuvel afgedekt. Het gaat om een ganggraf met een kamer en een korte gang. Er zijn stalen bogen en hekken geplaatst om de oorspronkelijke grootte van het bouwwerk aan te duiden. Het bouwwerk is oost-west georiënteerd. Het bouwwerk was ca. 14 tot 15 meter lang en ongeveer 1,80 meter breed. Er lagen kransstenen rond de ovale dekheuvel. 
In de grafkamer werden meerdere mensen bijgezet. Het bouwwerk werd in de loop van de tijd beschadigd. In het bijzonder werden er veel vernielingen aangebracht in de 19e eeuw. Er werd toen in een deksteen geboord, waardoor het in drie delen brak.
In 2000 werden de Helmichsteine door de Stadt- und Kreisarchäologie van Osnabrück onderzocht. Er werd vastgesteld dat het bouwwerk oorspronkelijk uit zeven jukken bestond, elk juk bestond uit twee draagstenen en een deksteen. De toegang lag aan de zuidelijke kant. Bij de afgraving werden scherven van keramiek uit de Trechterbekercultuur aangetroffen. Ook werd een vlakbijl van vuursteen gevonden, dit zou gaan om een grafgift.

## Afbeeldingen

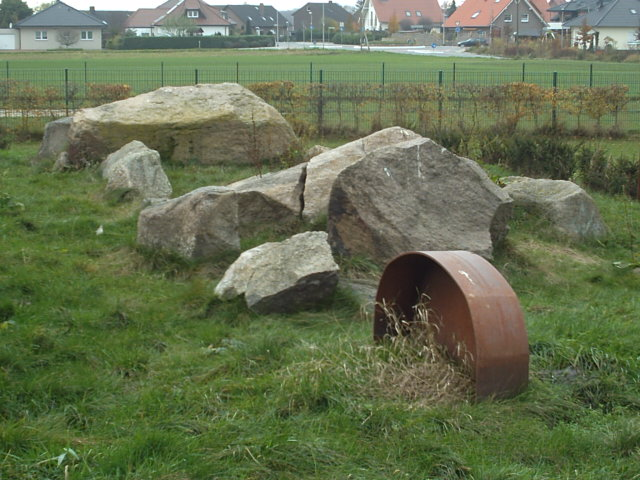
Zicht vanuit het zuidoosten, in de richting van de Stadtweg
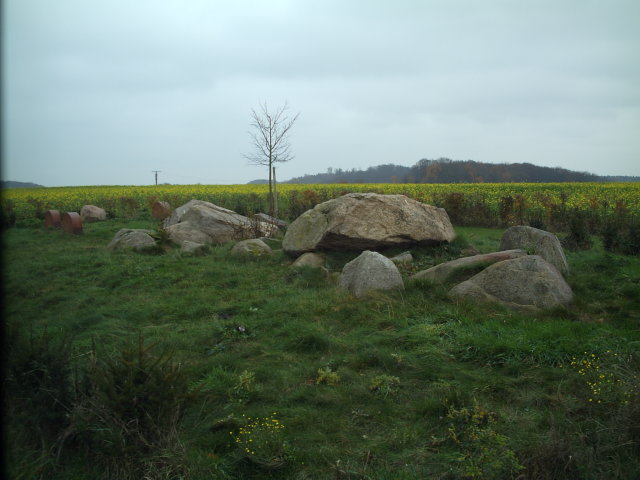
Zicht uit het noordwesten
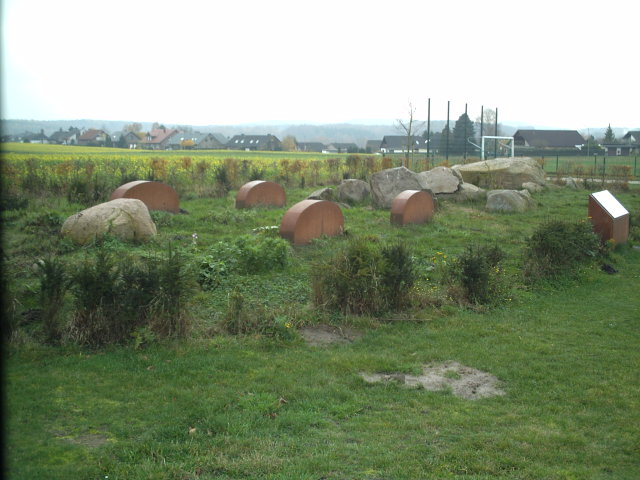
Zicht uit het noordoosten, in de richting van de Stadtweg
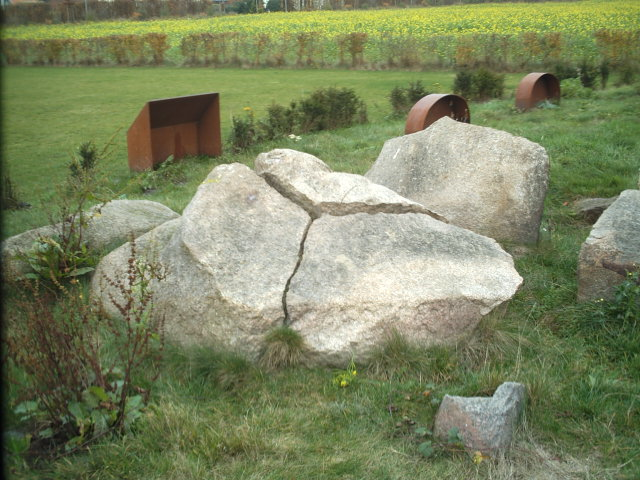
De gebroken deksteen, op de achtergrond de stalen bogen